# Michał Anioł Bogusławski
Michał Anioł Bogusławski (ur. 1 grudnia 1931 w Warszawie, zm. 7 marca 2016) – polski dokumentalista, reżyser, scenarzysta i wykładowca akademicki, rektor Wyższej Szkoły Dziennikarskiej im. Melchiora Wańkowicza w Warszawie.

## Życiorys
Przez blisko pięćdziesiąt lat był pracownikiem Telewizji Polskiej, był twórcą i kierownikiem cyklu programów Małe Ojczyzny. W latach 1998–2011 pełnił funkcję członka Rady Etyki Mediów (II, III, IV i V kadencja). Był wykładowcą Państwowej Wyższej Szkoły Filmowej, Telewizyjnej i Teatralnej im. Leona Schillera w Łodzi, Wydziału Dziennikarstwa Uniwersytetu Warszawskiego oraz Zakładu Reżyserii na Wydziale Radia i Telewizji Uniwersytetu Śląskiego. Piastował również funkcję rektora Wyższej Szkoły Dziennikarskiej im. Melchiora Wańkowicza w Warszawie. Pochowany na cmentarzu komunalnym w Podkowie Leśnej przy ulicy Ogrodowej.

## Wybrane odznaczenia
- brązowy (2013) i złoty (2014) Medal „Zasłużony Kulturze Gloria Artis”[1]